# Kleinkastell Pfarrhofen
Das Kleinkastell Pfarrhofen war ein römisches Militärlager des Obergermanischen Limes, der seit 2005 den Status eines UNESCO-Weltkulturerbes besitzt. Die Fortifikation befindet sich heute als Bodendenkmal zwischen den Ortsgemeinden Bettendorf und Holzhausen an der Haide/(beide zur Verbandsgemeinde Nastätten gehörend) im rheinland-pfälzischen Rhein-Lahn-Kreis.

## Lage

Lageplan (1897)

Das Kastell Pfarrhofen befand sich an einem nach Nordosten abfallenden Hang knapp unterhalb einer 388,4 m hohen Bergkuppe und knapp oberhalb eines von Nordwest nach Südost verlaufenden, flachen Gebirgssattels.
In der heutigen Siedlungstopographie liegt das Bodendenkmal im nordöstlichen Randbereich eines bewaldeten Geländes, das zu der Gemarkung des Ortes Miehlen gehört. Es befindet sich unmittelbar südwestlich der Bundesstraße 260, die von Pohl kommend Bettendorf und Obertiefenbach passiert und nach Holzhausen an der Haide führt.

## Forschungsgeschichte
Die Pfarrhofener Fortifikation wurde schon 1884 von Karl August von Cohausen beschrieben, zu dessen Zeit die Umfassungsmauer noch fast einen halben Meter hoch aufragte, obwohl die Steine der Fortifikation bereits 1802 und 1852 für Straßenbauarbeiten geplündert worden waren. Als Ernst Fabricius im September 1897 archäologische Ausgrabungen für die Reichs-Limeskommission durchführte, war jedoch vom aufgehenden Mauerwerk schon fast nichts mehr erhalten. Heute sind vor Ort nur noch flache Bodenwellen erkennbar.

## Befunde

Grundriss und Geländeprofil

Das Militärlager von Pfarrhofen war ein Steinkastell mit einer einzigen festgestellten Bauphase. Es hatte mit seinen Seitenlängen von 38 × 40 Meter einen annähernd quadratischen Grundriss und bedeckte eine Fläche von nur wenig über 1500 Quadratmeter. Die Fundamente der Wehrmauer besaßen eine Mächtigkeit von 0,90 bis 1,05 Meter, im Aufgehenden war die Bruchsteinmauer 75 cm stark. Ihre Ecken waren nicht gerundet, sondern rechtwinklig ausgeführt. An keiner Stelle der Umwehrung konnten Türme festgestellt werden. Auch fehlten ein Erdwall an der Innenseite der Mauer sowie ein vorgelagertes Annäherungshindernis in Form eines Grabens. Diese Eigenheiten unterscheiden das Kastell deutlich von der üblichen Wehrbauarchitektur am Obergermanischen Limes.
Mit seinem vermutlich einzigen Tor war der Wehrbau nach Osten, zum Limes hin ausgerichtet, der das Lager in einer Entfernung von knapp 180 Meter passierte. Im Inneren konnten keinerlei Spuren von steinernen Bauwerken nachgewiesen werden. Die große Menge von mit Flechtwerk, Lehmstücken, Dachschieferbruch und Kalktünche versetztem Brandschutt im Innenbereich weist auf Innengebäude aus Fachwerk hin. Die Lagerstraßen waren zumindest teilweise gepflastert.
Über die Besatzung des kleinen Kastells ist nichts bekannt. Wahrscheinlich handelte es sich um die Vexillatio (Detachement) einer größeren Auxiliareinheit oder einer Legion. Ihre Aufgabe und damit die Funktion des Kastells ist möglicherweise im Zusammenhang mit den beim Wachturm Wp 2/28 den Limes kreuzenden Wegen zu sehen.

## Limesverlauf zwischen dem Kleinkastell Pfarrhofen und dem Kastell Holzhausen
Der Limes verläuft vom Kleinkastell Pfarrhofen aus zunächst in südöstliche Richtung, parallel zur heutigen Bundesstraße 260, der so genannten „Bäderstraße“. Zunächst durch landwirtschaftliche Nutzflächen ziehend passiert er den Ortskern von Holzhausen an der Haide. Etwa einen halben Kilometer südöstlich des Ortes biegt er in östliche Richtung ab und verläuft nunmehr ausschließlich durch Waldgebiete, bis er das Kastell Holzhausen erreicht. Auf diesem Streckenabschnitt steigt er von 337 auf 495 Höhenmeter an.

| ORL                           | Name/Ort                          | Beschreibung/Zustand |
| ----------------------------- | --------------------------------- | --- |
| Wp 2/28                       | „Am Oberen Pfarrhofen“            | Nicht mehr sichtbare Turmstelle, deren Steinturm identifiziert und untersucht werden konnte. Der Steinturm war ein quadratisches Bauwerk von 5,33 Meter Seitenlänge. Seine Mauerstärke betrug 80 cm. Die Sohle des Limesgrabens befand sich etwa 23 Meter vom Turm entfernt. Er war in diesem Bereich unterbrochen, um zwei mit Steinen gestickten Hohlwegen den Übergang über den Limes zu ermöglichen. Ein Holzturm konnte an dieser Turmstelle nicht ermittelt werden. |
| KK                            | Kleinkastell Pfarrhofen           | siehe oben |
| Wp 2/29                       | „Beim Friedhof von Holzhausen“    | Durch landwirtschaftliche Nutzung im Gelände verschliffene und nicht mehr sichtbare Turmstelle, an der die Reichs-Limeskommission noch zwei Holztürme und einen Steinturm feststellen konnte. Der Steinturm war bereits zu dieser Zeit durch ständiges Überpflügen so stark gestört, dass nur noch seine Lage zu konstatieren, aber keine genaue Maßaufnahme mehr möglich war. Die beiden quadratischen Holztürme befanden sich auf einer kreisrunden Plattform von etwa 8,50 Meter Durchmesser. Durch die Setzung der Pfosten konnte der innere Turm auf eine Seitenlänge von 2,45 Meter, der äußere auf eine von 5,40 Meter bestimmt werden. Beide Türme waren von Ringgräben umzogen. Der Durchmesser des inneren Ringgrabens betrug 12 Meter, an seiner nordöstlichen Seite war er durch einen 0,80 Meter breiten Erdsteg unterbrochen. Der äußere Ringgraben wies einen Durchmesser von etwa 20 Meter auf. Seine nordöstliche Seite wurde vom Limesgraben überschnitten. Der gesamte Befund war von mächtigen Brandschuttschichten auf eine solche Art und Weise bedeckt, dass für beide Türme die Zerstörung durch Feuer als sicher angenommen werden muss. Der Limesgraben war südöstlich der Holzturmstelle und unmittelbar vor dem Steinturm auf einer Breite von rund zwölf Metern unterbrochen. An Palisadengräben wurden gleich drei festgestellt. Der Zusammenhang ist weitgehend unklar, jedoch dürften der äußere und der innere Graben aufgrund ihrer geringen Tiefe nur schwerlich zur Aufnahme der schweren Palisadenstämme geeignet gewesen sein. Innerhalb des Gesamtbefundes wurden auch noch ein Grab und eine Grube der La-Tène-Zeit freigelegt. |
| Wp 2/30, 2/31, 2/31a und 2/32 |                                   | Aufgrund der Entfernung zwischen Wp 2/29 und Wp 2/33 sowie der topographischen Gegebenheiten vermutete, aber nicht nachgewiesene Turmstellen. |
| Wp 2/33                       | „Im Holzhäuser Gemeindewald“      | Erst im Herbst 1902 von Hans Lehner entdeckte und teilweise ausgegrabene Turmstelle, bei der nur der Steinturm identifiziert werden konnte. Dieser besaß einen außergewöhnlich ungleichmäßigen Grundriss. Gegenüber 6,73 Meter an der dem Limes zugewandten Nordseite war die Mauer der Rückseite nur 5,30 Meter lang. Die Länge der beiden Seitenmauern betrug gleichermaßen etwa 5,80 Meter. Die Mächtigkeit der Mauern belief sich auf 0,80 bis 0,90 Meter. Der den Turm in 10,80 Metern Entfernung (Grabenmitte) passierende Limesgraben wies an dieser Stelle keine Unterbrechung auf. |
| Wp 2/34                       | „Westlich von Kastell Holzhausen“ | Turmstelle, an der nur der Steinturm identifiziert werden konnte, am westlichen Rande des zum Kastell Holzhausen gehörenden Vicus. Der ungewöhnlich große, annähernd rechteckige Steinturm (6,35/6,50 auf 8,83/8,99 Meter) verfügte über 0,70 bis 0,90 Meter starke Mauern. Die Fundamente bestanden aus in Lehmmörtel vermauerten Bruchsteinen, die außen mit Schieferplatten sorgfältig verblendet waren. Spuren eines den Turm umgebenden Grabens konnten nicht festgestellt werden. Die Turmstelle befand sich in rund 32 Metern Entfernung von der Sohle des Limesgrabens, der den Turm in nordnordwestlicher Richtung passierte. Ein 8,70 Meter nordöstlich des Turmes befindliches Gebäude muss bereits dem Vicus des Kastells Holzhausen zugerechnet werden, der sich von hier an über 280 Meter bis zu dem Militärlager erstreckte. Das Gebäude bestand aus vier architektonischen Elementen. An zwei ebenerdige Räume schloss sich ein Kellerraum an, der mit einem Zugang versehen war, welcher wohl einst eine Holztreppe beinhaltete. |
| ORL 6                         | Kastell Holzhausen                | siehe Hauptartikel Kastell Holzhausen |

## Denkmalschutz
Das Kleinkastell Pfarrhofen und die erwähnten Bodendenkmale sind als Abschnitt des Obergermanisch-Rätischen Limes seit 2005 Teil des UNESCO-Welterbes. Außerdem sind die Anlagen Kulturdenkmale nach dem Denkmalschutz des Landes Rheinland-Pfalz (DSchG). Nachforschungen und gezieltes Sammeln von Funden sind genehmigungspflichtig, Zufallsfunde an die Denkmalbehörden zu melden.